# Mehanizirano pješaštvo
Mehanizirano pješaštvo je pješaštvo opremljeno s oklopljenim vozilima za transport borbenog osoblja ili borbenim vozilima pješaštva za transport i borbu.
Mehanizirano pješaštvo se razlikuje od motoriziranog pješaštva, zbog toga što im njihova vozila, osim prijevoza, osiguravaju i zaštitu od neprijateljske vatre. Većina vozila kojima se služi mehanizirano pješaštvo su gusjeničari, dok se koriste i vozila s kotačima 6×6 ili 8×8, zbog veće mobilnosti po neravnijem terenu. Na ili u vozila su ugrađena i obrambena oružja kao što su strojnice, automatski topovi, haubice, čak i protutenkovske navođene rakete.
U usporedbi s "golim" i motoriziranim pješaštvom, mehanizirano pješaštvo ima višestruko veći strateški i taktički značaj.